# Озвучивание фильма

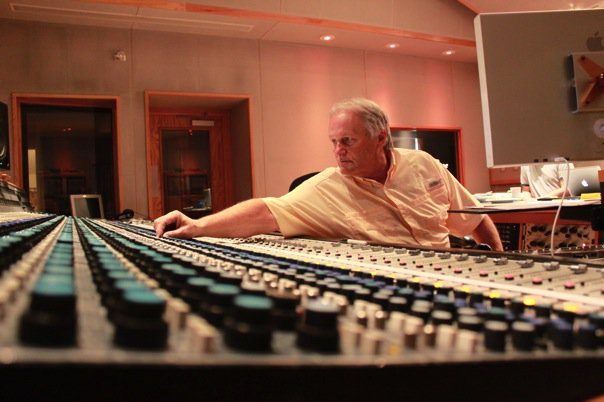
Звукорежиссёр за микшерным пультом во время перезаписи фонограммы

Озву́чивание, озву́чение (не «озвуча́ние» и не «озвуче́ние») фильма — процесс записи звукового сопровождения фильма, осуществляемый отдельно от съёмки изображения в случае невозможности синхронной съёмки или неудовлетворительного качества полученной в результате неё фонограммы.

## Технологии озвучивания
Наибольшую сложность представляет озвучивание игровых художественных кинофильмов, поскольку связано с большими технологическими трудностями и созданием множества дорогостоящих элементов, таких как оригинальная музыка, достоверные шумы и речь актёров при обилии крупных планов, на которых особенно заметна рассинхронизация звука с изображением. Документальный и научно-популярный кинематограф значительно проще в озвучении, поскольку большая часть таких фильмов снабжается закадровым дикторским текстом, не требующим синхронизации и записанным в условиях студии.
Озвучивание может быть предварительным и последующим. Первая технология предусматривает изготовление фонограммы до съёмки, во время которой исполнители действуют в соответствии с уже готовым звуковым сопровождением, воспроизводящимся на съёмочной площадке. Данный метод, получивший название «съёмка под фонограмму», был впервые реализован при создании фильма «42-я улица» в 1933 году. Он используется до настоящего времени при съёмках музыкальных и танцевальных сцен, а также экранизации концертов и музыкальных спектаклей. Музыкальное сопровождение записывается заранее в оптимальных для этого акустических условиях звуковой студии. Воспроизведение записи на съёмочной площадке осуществляется с жёсткой синхронизацией приводов киносъёмочного аппарата (видеокамеры или видеомагнитофона) и звуковоспроизводящего оборудования. Одновременно со съёмкой под фонограмму делается синхронная техническая звукозапись, предназначенная для дальнейшего монтажа в качестве ориентира.
Технология последующего озвучивания предусматривает создание речевой фонограммы после съёмки и проявления киноплёнки с изображением. Запись организовывается в специальной студии, где актёры произносят текст, наблюдая за готовым изображением на экране через звуконепроницаемое стекло. Совпадение артикуляции достигается многократным повторением одного и того же фрагмента рабочего позитива, склеенного в кольцо (англ. Looping). Последующее озвучивание даёт наиболее качественную фонограмму, поскольку звук записывается в условиях тон-студии, когда дикция актёров наиболее отчётлива. Это обстоятельство и технологическая сложность синхронной киносъёмки привели к возникновению в художественном кинематографе целого направления, когда режиссёр сознательно отказывается от записи чистовой фонограммы на съёмочной площадке в пользу озвучения в студии.

## Речевое озвучивание

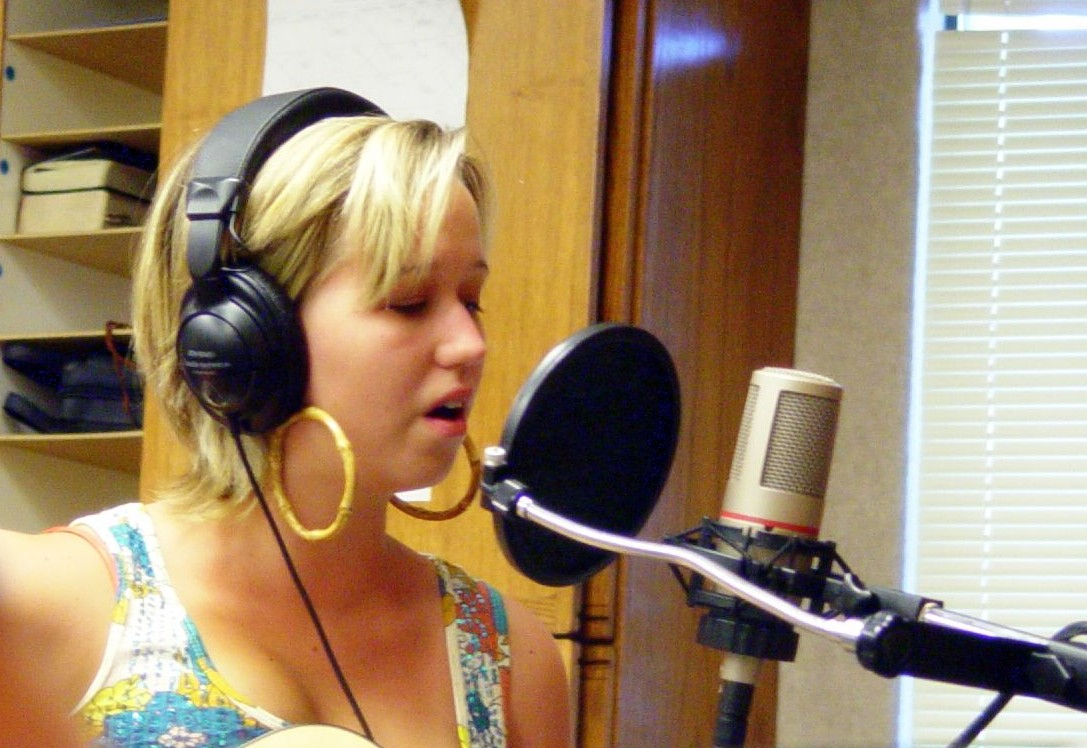
Запись речевой фонограммы во время озвучивания

При съёмке художественных фильмов большинство актёрских сцен в павильоне и на натуре стремятся снять синхронно, когда звук записывается одновременно с изображением. Однако на натуре редко удаётся получить качественную фонограмму вследствие большого количества шумов, плохой дикции актёров или неудовлетворительной акустики.
В реальной практике большая часть сцен производится по технологиям, сочетающим синхронную звукозапись и последующее озвучивание. Синхронная фонограмма, записываемая во время съёмки, считается черновой и предназначена для записи естественных шумов и для того, чтобы актёры при последующем озвучивании могли ориентироваться в собственных репликах, прослушивая черновую запись в наушниках. Поэтому, если качество синхронной фонограммы эпизода неудовлетворительно, проводится его озвучивание в специализированной тон-студии. Такая студия оборудуется видеомонитором или кинопроекционной установкой, расположенной за звукозаглушающей перегородкой, микрофонами, пультом звукооператора и звукозаписывающим аппаратом.
Актёры, следя за изображением, произносят свои реплики, стараясь обеспечить синхронность c артикуляцией на экране. Разбивка сцен на короткие (10—100 секунд) фрагменты, склеенные в кольцо, позволяет делать неограниченное количество дублей до полного совпадения фонограммы с изображением. В современных условиях для работы с «кольцами» используется специальное программное обеспечение компьютера, на котором происходит озвучивание. Часто синхронная фонограмма микшируется с записанной в студии, а иногда и с предварительно записанной фонограммой, под которую могла сниматься сцена. Закадровый комментарий диктора записывается по окончании монтажа.

### Переозвучивание актёров
Изображение актёра на экране и голос в фонограмме иногда относятся к разным лицам. Такая практика наиболее типична при озвучивании музыкальных фильмов и фильмов-опер, но встречается и в обычных игровых картинах по разным причинам. Чаще всего переозвучивается речь актёров, обладающих неудовлетворительной разборчивостью речи или иностранным акцентом. Такую работу выполняют актёры озвучивания.
- Донатаса Баниониса из-за сильного литовского акцента почти всегда озвучивал Александр Демьяненко.
- В фильме Эльдара Рязанова «Ирония судьбы, или С лёгким паром!» (1975) героиню Надю Шевелёву играла польская актриса Барбара Брыльска, а озвучивала (одной из причин был польский акцент актрисы) — Валентина Талызина, также исполнившая роль одной из подруг Нади[18].
- В фильме Леонида Гайдая «12 стульев» (1971) Остапа Бендера играл актёр Арчил Гомиашвили, а озвучивал — Юрий Саранцев.
- Наталью Варлей в трёх фильмах также озвучивали другие актрисы: Надежда Румянцева («Кавказская пленница, или Новые приключения Шурика» и «12 стульев») и Клара Румянова («Вий»).
- В сериале Игоря Масленникова «Приключения Шерлока Холмса и доктора Ватсона» (1979—1986) инспектора Лестрейда играет Борислав Брондуков, а из-за сильного украинского выговора исполнителя его озвучивает Игорь Ефимов[19]. Этот же актёр озвучил короткие роли доктора Гримсби Ройлотта в серии «Знакомство», маркёра в «Охоте на тигра», кучера Перкинса в «Собаке Баскервилей» и майора Шолто в «Сокровищах Агры»[20], а в фильме «Двадцатый век начинается» сам сыграл эпизодическую роль Фергюсона.
  - Во втором фильме того же сериала в эпизоде «Охота на тигра» роль профессора Мориарти, исполненную Виктором Евграфовым, озвучивает Олег Даль[21].
- В телесериале «Семейный дом» Анну Самохину озвучивала Любовь Германова (из-за болезни актрисы).
- Фильм «За двумя зайцами» переозвучен теми же актёрами на русском, изначально снимался на украинском только для проката в УССР.

Переозвучивание актёра в игровых фильмах производится только с его согласия. В других случаях находится замена самого артиста, если его голос неприемлем для роли.
Известны случаи замены отдельных фраз при последующем озвучивании. Так, в фильме «Бриллиантовая рука» по цензурным соображениям героиня Нонны Мордюковой в сказанной ею во время съёмки фразе: «Не удивлюсь, если узнаю, что Ваш муж тайно посещает синагогу», — в итоговой фонограмме вместо слова «синагогу» произносит другое — «любовницу».
Переозвучивание применяется также в случаях смерти актёра во время работы над фильмом. Во время съёмок фильма «Холодное лето пятьдесят третьего…» Анатолий Папанов, исполнявший роль Копалыча, внезапно умер от острой сердечной недостаточности, и роль была переозвучена Игорем Ефимовым. В фильме «Следопыт» (1987) героя Андрея Миронова, также умершего до окончания съёмок, озвучил актёр Алексей Неклюдов, ныне известный как диктор «Первого канала».

#### Переозвучивание вокальных партий
В музыкальных фильмах пение персонажа часто снимается под фонограмму, записанную с участием профессионального певца, а реплики произносит актёр при синхронной съёмке или последующем озвучивании. Это делается в случае, если актёр, чей киногерой по сценарию поёт, сам не обладает вокальными данными (а певец, исполняющий роль — актёрскими навыками) или голос одного из них не подходит по типажу. Исполнители подбираются таким образом, чтобы их голоса были похожи, в противном случае разница между пением и обычной речью становится заметна. Примерами такого озвучения являются фильмы «Карнавал» и «Душа»:
- В фильме «Карнавал» Ирина Муравьёва говорила своим голосом, а песни исполняла Жанна Рождественская, которой удалось достаточно точно сымитировать голос актрисы.
- Обратная ситуация была в фильме «Душа», где Софию Ротару из-за заметного молдавского акцента пришлось переозвучить. Реплики за неё произносила актриса Лариса Данилина, которая сама сыграла в фильме небольшую роль администратора прибалтийской гостиницы. Данилиной также удалось достаточно точно скопировать голос и манеру речи Софии Ротару, убрав молдавский акцент. Песни Ротару записывала сама.

В случае, если песни исполняет сам актёр, они также снимаются под фонограмму, заранее записанную им в студии, поскольку при синхронной съёмке полноценное пение и его качественная звукозапись чаще всего невозможны. По такой же технологии снимаются видеоклипы.

### Речевое озвучивание в мультипликации
При создании мультипликации речь персонажей записывается до того, как будет создано изображение. Длительность звуков полученной фонограммы тщательно измеряется и заносится в экспозиционные листы, на основе которых художники-мультипликаторы или кукловоды создают движение и артикуляцию героев мультфильма. Продолжительность слов и отдельных звуков размечается в листах в количестве кадриков, позволяя вычислить количество рисунков или фаз движения куклы, соответствующих записанным фразам.
При точном соблюдении данных листа — «хронометража» — художником, артикуляция персонажей на экране совпадает с готовой фонограммой. В большинстве случаев при изготовлении рисунков и движении кукол также учитывается хронометраж музыкальной фонограммы, чтобы персонажи двигались в соответствии с её ритмом. Поэтому чаще всего работа над изображением мультфильма начинается после готовности всей фонограммы, за исключением фрагментов, не требующих синхронизации.

### Дублирование иностранных фильмов
Разновидностью озвучения является дублирование фильмов на иностранных языках или запись закадрового перевода.
Технология дублирования сходна с последующим озвучиванием, за исключением дополнительных работ по переводу и укладке текста. В процессе дублирования исходная речевая фонограмма полностью заменяется новой, а музыкальная и шумовая, записанные на отдельных носителях, остаются без изменений или незначительно редактируются. Наиболее примитивной технологией считается закадровый перевод, не требующий замены речевой фонограммы и совпадения артикуляции. В этом случае полученный перевод накладывается поверх оригинальной звуковой дорожки, громкость которой приглушается.